# ورزشگاه تویوتا (تگزاس)
ورزشگاه تویوتا یا سابقاً ورزشگاه پیزا هات پارک (به انگلیسی: Pizza Hut Park) با ظرفیت ۲۱٬۱۹۳ نفر در شهر فریسکو ایالت تکزاس واقع شده‌است. ابعاد این ورزشگاه ۶۸ در ۱۰۷ متر است. در تاریخ ۲۰۰۵ تأسیس شد و دارای زمین چمن می‌باشد.
این ورزشگاه ورزشگاه خانه تیم اف سی دالاس است.